# Phelipanche libanotica
Phelipanche libanotica är en snyltrotsväxtart som först beskrevs av Georg August Schweinfurth, och fick sitt nu gällande namn av Sojak. Phelipanche libanotica ingår i släktet Phelipanche och familjen snyltrotsväxter. Inga underarter finns listade i Catalogue of Life.